# (8238) Courbet
(8238) Courbet ist ein Asteroid des mittleren Hauptgürtels. Der Himmelskörper wurde am 26. März 1971 von dem niederländischen Astronomenehepaar Cornelis Johannes van Houten und Ingrid van Houten-Groeneveld entdeckt. Die Entdeckung geschah im Rahmen der 1. Trojaner-Durchmusterung, bei der von Tom Gehrels mit dem 120-cm-Oschin-Schmidt-Teleskop des Palomar-Observatoriums aufgenommene Feldplatten an der Universität Leiden durchmustert wurden, elf Jahre nach Beginn des Palomar-Leiden-Surveys.
Der mittlere Durchmesser des Asteroiden wurde mithilfe des Wide-Field Infrared Survey Explorers (WISE) mit 8,563 (±0,139) km berechnet, die Albedo mit 0,066 (±0,022).
(8238) Courbet gehört zur Dora-Familie, einer Gruppe von Asteroiden, die nach (668) Dora benannt ist. Die zeitlosen (nichtoskulierenden) Bahnelemente von (8238) Courbet sind fast identisch mit derjenigen des kleineren Asteroiden: 2010 NF13.
(8238) Courbet wurde am 2. April 1999 nach dem französischen Maler des Realismus Gustave Courbet (1819–1877) benannt.